# Bobby Windsor
Pour les articles homonymes, voir Windsor.
Pas d'image ? Cliquez ici

a Compétitions nationales et continentales officielles uniquement.

b Matchs officiels uniquement.
Robert William Windsor plus connu sous le nom de Bobby Windsor, né le 31 janvier 1948 à Newport, est un joueur de rugby à XV qui a joué avec l'équipe du pays de Galles de 1973 à 1979 évoluant au poste de talonneur. 

## Biographie
Bobby Windsor joue en club avec le Pontypool RFC. il forme avec Charlie Faulkner et Graham Price une première ligne légendaire du club gallois. Il connaît également cinq sélections avec les Barbarians en 1973 et 1974 au cours desquelles il marque un essai. Il dispute son premier test match le 10 novembre 1973 contre l'équipe d'Australie, et son dernier test match est contre l'équipe de France le 17 février 1979. Windsor dispute également cinq test matchs avec les Lions britanniques en 1974 et 1977. Selon le journal The Times, Bobby Windsor est un grand ami d'Alain Estève.

## Palmarès
- Vainqueur du Tournoi des Cinq Nations en 1975, 1976, 1978, 1979
- Grand Chelem en 1976 et 1978

## Statistiques en équipe nationale
- Sélections en équipe nationale : 28
- 4 point (1 essai)
- Sélections par année : 1 en 1973, 4 en 1974, 5 en 1975, 4 en 1976, 2 en 1977, 7 en 1978, 3 en 1979
- Tournois des Cinq Nations disputés : 1974, 1975, 1976, 1977, 1978, 1979
- Sélections avec les Lions : 5 (4 en 1974 en Afrique du Sud, 1 en 1977 en Nouvelle-Zélande)